# اوبوني
اوبون هي محافظة في الضواحي الشمالية لباريس ، فرنسا . تقع على 16.1 كيلومتر (10 أميال) من وسط باريس .

## المدن التوأم
إنها توأمة مع ماتلوك، ديربيشاير، إنجلترا؛ بودنهايم، ألمانيا وفاليني دي مونتي، رومانيا.
تخدم أوبون محطة إرمونت-أوبون وهي محطة تقاطع على خط باريس RER C، وعلى خط سكة حديد ترانسيليان باريس-نورد في الضواحي، وعلى خط سكة حديد ترانسيليان باريس-سانت لازار في الضواحي. تقع هذه المحطة على الحدود بين محافظة أوبون ومحافظة إرمونت، على جانب إرمونت من الحدود.
يتم تقديم أوبون أيضا من قبل مضمار سباق محطة انجين على خط سكة حديد ترانسلين باريس -الضواحي الشمالية. تقع هذه المحطة على الحدود بين محافظة أوبون ومحافظة سوزي سو مونتمورنسي، على جانب سويزي سو مونتمورنسي من الحدود.